# قود الدلاعيس

تعديل مصدري - تعديل

قود الدلاعيس هي إحدى قرى عزلة القارة بمديرية رصد التابعة لمحافظة أبين، بلغ تعداد سكانها 78 نسمة حسب تعداد اليمن لعام 2004.